# Edmond Leclef
Pour les articles homonymes, voir Edmond Leclef (chanoine).
Edmond Leclef, né à Anvers le 6 avril 1842 et décédé le 25 décembre 1902, est un architecte belge. Il a construit principalement des hôtels de maître, des entrepôts et des édifices scolaires et religieux, à Anvers et en Flandre.

## Biographie
Fils de l'architecte et entrepreneur François Héliodore Leclef et de Mélanie Stordiau. Il est le frère du notaire et sénateur belge Louis Le Clef. Il a construit entre autres le collège Saint Jean Berghmans à Anvers qui lui valut une médaille d'or à l'exposition universelle d'Anvers en 1894, les écoles libres techniques à Anvers et le couvent Mater Dei à Louvain.